# Castanotheroides philippinus
Castanotheroides philippinus är en mångfotingart som först beskrevs av Wang 1951.  Castanotheroides philippinus ingår i släktet Castanotheroides och familjen Zephroniidae. Inga underarter finns listade i Catalogue of Life.